# 麻野一哉
麻野 一哉（あさの かずや、1963年3月28日 - ）は日本のゲームクリエイター、テクテクライフ株式会社取締役、慶應義塾大学日本語・日本文化センター非常勤講師、東北芸術工科大学文芸学科特別講師。

## 略歴
兵庫県出身。甲南大学文学部社会学科卒業。『ドラゴンクエストII 悪霊の神々』に感銘を受け、ウチダエスコを経てチュンソフトに入社。『ドラゴンクエストV 天空の花嫁』などの開発を行い、『弟切草』ではサウンドノベルという新ジャンルのゲームを生み出す。また『不思議のダンジョン』シリーズの創出者でもある。
2002年にチュンソフトを退社した後は、フリーのクリエイターとして活動。ゲーム制作のみならず、米光一成や飯田和敏との共著や、単著の刊行、講師、評論、翻訳、イベント活動など、幅広い分野で活躍している。

## 主なゲーム作品
チュンソフト時代
- ドラゴンクエストIII そして伝説へ…：アシスタント
- ドラゴンクエストIV 導かれし者たち：プログラム
- ドラゴンクエストV 天空の花嫁：プログラムアシスタント
- 弟切草：原案・脚本
- トルネコの大冒険 不思議のダンジョン：企画・シナリオ
- トルネコの大冒険2 不思議のダンジョン：シナリオ
- かまいたちの夜：監督
- 街 〜運命の交差点〜：総監督
- かまいたちの夜2 監獄島のわらべ唄：総合監修

フリー時代
- おとなのギャル雀2〜恋して倍満!〜：監修
- 実録 鬼嫁日記 仕打ちに耐える夫の理不尽体験アドベンチャー：監修
- アナタヲユルサナイ：シニアプロデューサー
- DS湯けむりサスペンスシリーズ フリーライター 橘 真希 「洞爺湖・七つの湯・奥湯の郷」取材手帳：シナリオ監修
- 犬神家の一族
- 銃声とダイヤモンド：全体演出・シナリオ監修
- 真かまいたちの夜 11人目の訪問者：シナリオ・編集作業指導
- GUILD02 宇宙船ダムレイ号（GUILD SERIES)：企画・ディレクター
- ドラゴンクエスト モンスターパレード：シナリオ監修
- ドラゴンクエスト どこでもモンスターパレード：シナリオ監修
- 仮面の勇者：全体監修・シナリオ
- ぐるモン：シナリオ
- テクテクテクテク ：ディレクター
- テクテクライフ ：ディレクター

## 著作・翻訳・解説
- 『ベストセラー本ゲーム化会議』原書房、2002年10月。ISBN 9784562035564。（飯田和敏、米光一成と共著）
- 『八百比丘尼の斎』チュンソフト、2005年9月。ISBN 9784924978478。（弟切草オリジナルゲームノベルス 単著）
- 『日本文学ふいんき語り』双葉社、2005年11月30日。ISBN 9784575298611。（飯田和敏、米光一成と共著）
- 『スピンドル式 鍛えない脳』しょういん、2007年5月18日。ISBN 9784901460309。（飯田 和敏、米光 一成と共著 米山公啓監修）
- 『恋愛小説ふいんき語り』ポプラ社、2007年11月。ISBN 9784591100059。（飯田和敏、米光一成と共著）
- 『新訳・ドリトル先生物語』パブー、マイナビ出版、2010年10月初出。（著：ヒュー・ロフティング、翻訳担当、電子書籍）
- 『あの日 勇者だった僕らは』発行元 京都造形芸術大学東北芸術工科大学出版局藝術学舎、発売元 幻冬舎、2019年3月26日。ISBN 9784344953604。（著：山川沙登美、解説担当) ※麻野のエピソードを参考に構成された小説[5]。